# Sotirios Versis

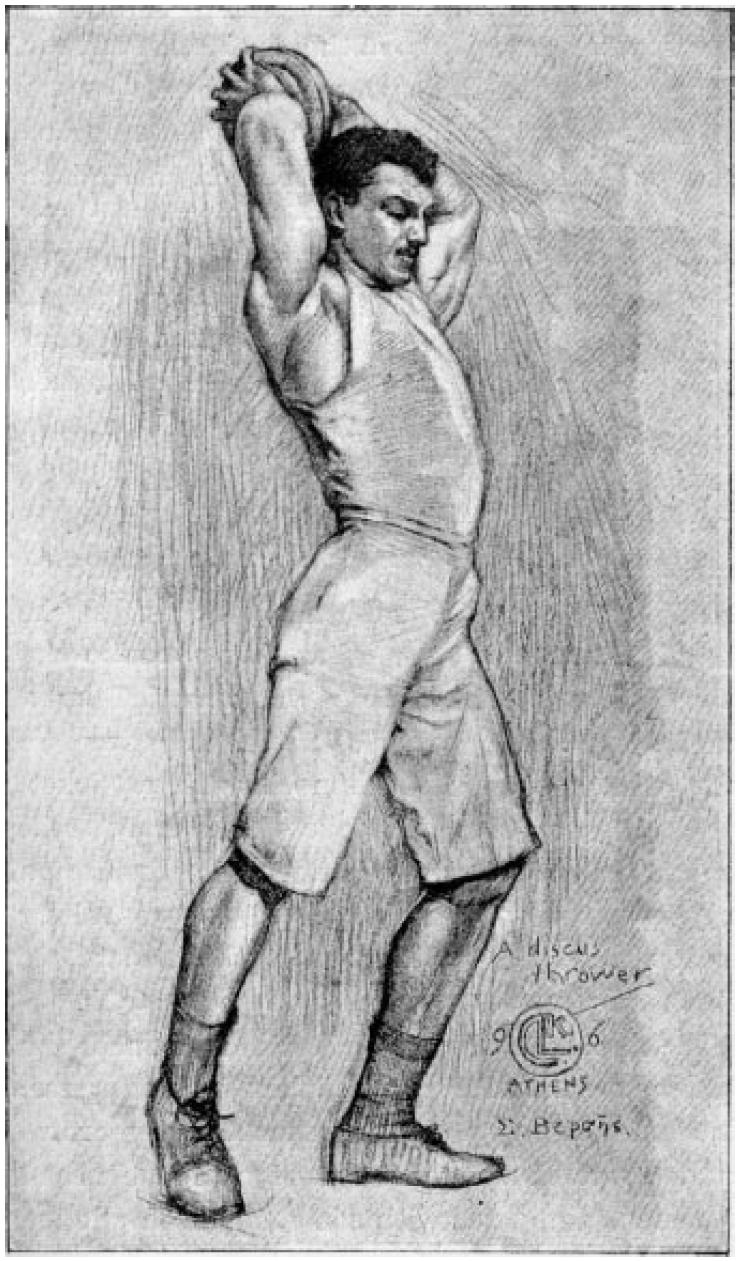
Sotirius Versis 1897

Sotirios Versis (griechisch Σωτήριος Βερσής, * 1876 in Athen; † 1919) war ein griechischer Gewichtheber und Leichtathlet.
Er war Teilnehmer der Olympien 1888/89 und wurde Erster im Seilklettern.
Beim Diskuswurf der Olympischen Spiele 1896 in Athen wurde er Dritter hinter dem US-Amerikaner Robert Garrett und seinem Landsmann Panagiotis Paraskevopoulos. Seine beste geworfene Weite war 27,78 Meter.
In den olympischen Gewichtheberbewerben erreichte Versis beim beidarmigen Bewerb Platz drei hinter dem Dänen Viggo Jensen und dem Briten Launceston Elliot mit einem gehobenen Gewicht von 90 kg. Im Wettbewerb mit einem Arm erreichte er nur den vierten und letzten Platz.

## Erfolge
| Olympische Spiele | Disziplin             | Medaille |
| ----------------- | --------------------- | -------- |
| Athen 1896        | Diskuswurf            | Bronze   |
| Athen 1896        | Zweihand-Gewichtheben | Bronze   |